# Adler Mannheim
L'Adler Mannheim è una squadra di hockey su ghiaccio tedesca che milita nella DEL, il più importante campionato della Germania. La società ha sede a Mannheim, nel nord del Baden-Württemberg.
Attualmente la squadra gioca alla SAP Arena, dove si è stabilita nella stagione 2005/2006 dopo aver giocato all'Eisstadion am Friedrichspark per quasi settant'anni dal 1938 al 2005.

## Storia

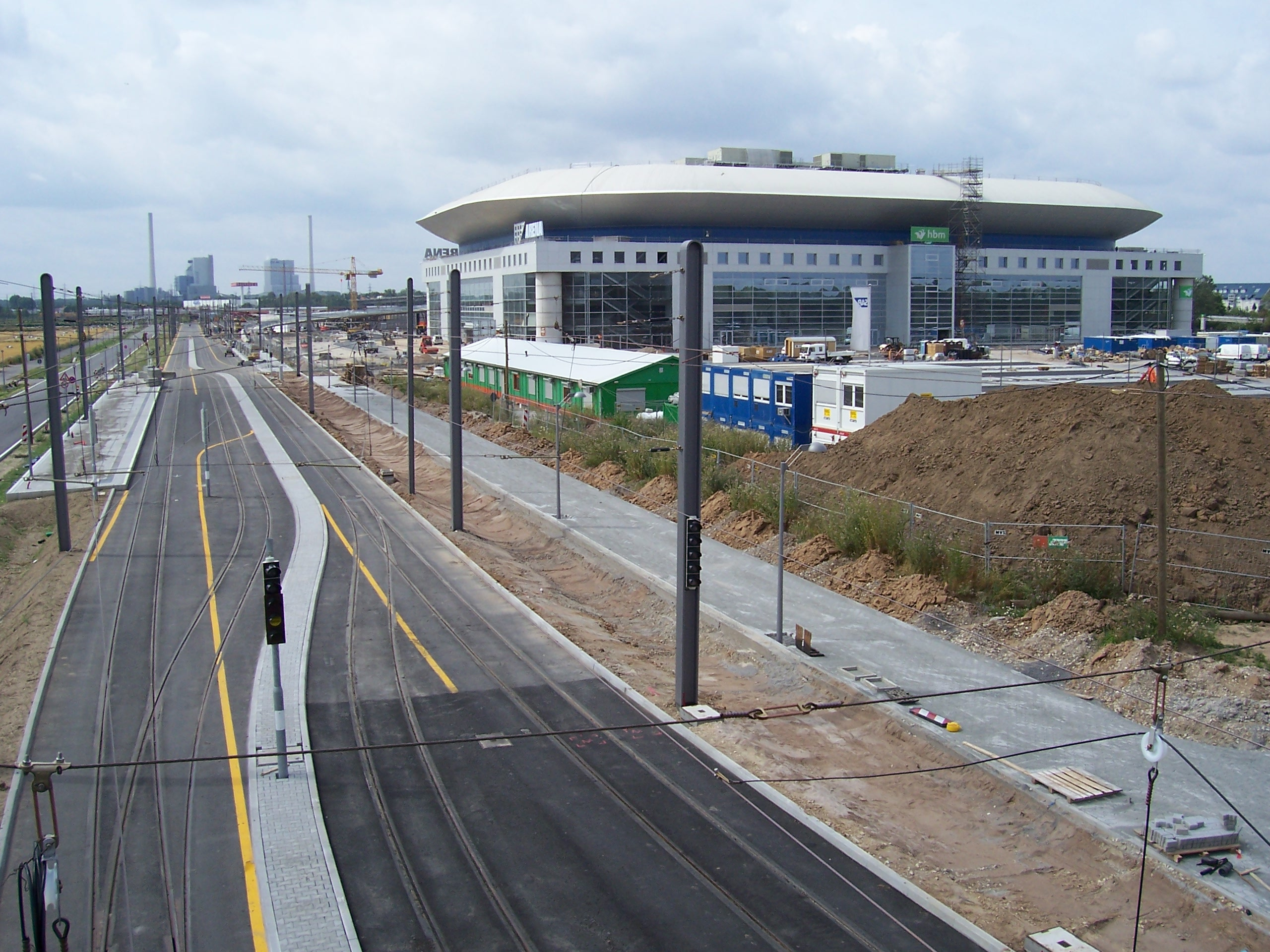
SAP Arena

La prima incarnazione dell'Adler Mannheim fu la MERC (Mannheimer Eislauf und Rollschuhclub), società nata il 19 maggio 1938. Alla conclusione della Seconda guerra mondiale, ricominciò ad operare nel 1948.

## Successi
Gli Adler Mannheim hanno vinto la Bundesliga (che ha preceduto la Deutsche Eishockey-Liga) nel 1980. Dopo la nascita della DEL nel 1994, la squadra è riuscita a vincere il campionato nel 1997, 1998, 1999, 2001 e nel 2007. Inoltre nel 2003 e nel 2007 ha vinto la Coppa di Germania, mentre nel 2006 è arrivata seconda.

### Formazioni campioni di Germania
- 1979/80: Erich Weishaupt, Joachim Casper, Harold Kreis, Werner Jahn, Brent Meeke, Bogoslaw Malinowski, Norbert Mundo, Marcus Kuhl, Ron Andruff, Holger Meitinger, Peter Obresa, Manfred Wolf, Dany Djakalovic, Peter Ascherl, Elias Vorlicek, Klaus Mangold, Jürgen Adams, Jörg Etz and Roy Roedger; Heinz Weisenbach (allenatore).
- 1996/97: Joachim Appel, Mike Rosati, Harold Kreis, Paul Stanton, Christian Lukes, Robert Nardella, Alexander Erdmann, Stephane Richer, Martin Ulrich, Mike Pellegrims; Steve Thornton, Mario Gehrig, Pavel Gross, Dave Tomlinson, Daniel Körber, Rob Cimetta, François Guay, Jochen Hecht, Florian Keller, Till Feser, Philippe Bozon, Tommie Hartogs, Alexander Serikow, Christian Pouget, Dieter Kalt and Paul Beraldo; Lance Nethery (allenatore).
- 1997/98: Klaus Merk, Mike Rosati, Christian Künast, Darren Rumble, Gordon Hynes, Paul Stanton, Christian Lukes, Mike Posma, Christopher Felix, Stephane Richer, Martin Ulrich, Mike Pellegrims, Alexander Erdmann, Mario Gehrig, Pavel Gross, Dave Tomlinson, Philippe Bozon, Rob Cimetta, François Guay, Jochen Hecht, Ole Dahlström, Mike Hudson, Alexander Serikow, Christian Pouget, Denis Chassé, Ron Pasco, Daniel Marois, Philipp Schumacher and Dieter Kalt; Lance Nethery (allenatore).
- 1998/99: Sven Rampf, Pavel Cagas, Danny Lorenz, Helmut de Raaf Gordon Hynes, Paul Stanton, Reid Simonton, Christian Lukes, Denis Perez, Stephane Richer, Mike Pellegrims, Michael de Angelis, Brian Tutt, Mark Etz, Pavel Gross, Dave Tomlinson, Philippe Bozon, Kevin Miehm, Jason Young, Ron Pasco, Mike Hudson, Alexander Serikow, Christian Pouget, Mike Stevens, Philip Schumacher, Jan Alston and Jackson Penney; Lance Nethery (allenatore).
- 2000/01: Mike Rosati, Robert Müller, Helmut de Raaf, Bradley Bergen, Andy Roach, Christian Lukes, Francois Groleau, Stephane Richer, Yves Racine, Dennis Seidenberg, Michael Bakos; Gordy Hynes, Mark Etz, Dave Tomlinson, Steve Junker, Wayne Hynes, Devin Edgerton, Ron Pasco, Marc Pederson, Georg Hessel, Todd Hlushko, Mike Stevens, Jan Alston, Jean-Francois Jomphe, Daniel Hilpert, Christopher Straube and Jackson Penney; Bill Stewart (allenatore).
- 2006/07 Jean-Marc Pelletier, Ilpo Kauhanen, Danny aus den Birken, Robert Müller, Blake Sloan, Sven Butenschön, Pascal Trepanier, François Bouchard, Martin Ancicka, Felix Petermann, Stephan Retzer, Nathan Robinson, Eduard Lewandowski, Jason Jaspers, Tomas Martinec, Christoph Ullmann, René Corbet, Colin Forbes, Rico Fata, Jeff Shantz, Francois Methot, Ronny Arendt, Marcus Kink and Rick Girard; Greg Poss / Teal Fowler (allenatori)

## Rosa 2008/2009

### Portieri
- 31  Fred Brathwaite
- 33  Danny aus den Birken
- 60  Felix Brückmann

### Difensori
- 5  Dan McGillis
- 6 / Sven Butenschön
- 7  Pascal Trepanier
- 8  François Bouchard (A)
- 19  Blake Sloan
- 43  Felix Petermann
- 44  Christopher Fischer
- 90  Benedikt Brückner

### Attaccanti
- 10  Axel Hackert
- 11 / Colin Beardsmore
- 12  Jason Jaspers
- 13 / Tomas Martinec (A)
- 14 / Peter Flache
- 17  Jason King
- 20  René Corbet (C)
- 21  Michael Hackert
- 22  Colin Forbes
- 28  Frank Mauer
- 37 / Rick Girard
- 40  François Méthot
- 57  Ronny Arendt
- 62  Toni Ritter
- 77  Marcus Kink

### Allenatori
Allenatore:  Dave King

Vice allenatore:  Teal Fowler

## Mannheimer ERC WildCats (femminile)
La squadra femminile del Mannheimer ERC prende il nome di "Wild Cats". Il periodo più ricco di successi per la squadra fu tra il 1988 e il 1994: in questi anni vinse per tre volte il titolo di campione di Germania e per tre volte si laureò vicecampione. Nella stagione 2005-06 la squadra non giocò dopo che quattro giocatrici terminarono il loro contratto. Per questo momentaneamente la società è obbligata ad essere assente dalla lega maggiore.